# Batalla de Cochicó
La batalla de Cochicó fue un enfrentamiento que tuvo lugar a finales del siglo XIX, en la llamada Conquista del Desierto, donde el general Julio Argentino Roca y sus soldados lograron llevar la línea de combate hacia el sur del territorio de La Pampa Central. La escaramuza producida el 19 de agosto de 1882 es una de las más emblemáticas en la actualidad y tuvo lugar cerca de la localidad de Puelén, próxima a la entonces recién fundada Victorica, territorio que ya había sido conquistado por el Gobierno Nacional.
La Batalla de Cochicó es en sí misma una historia contada por sus propios autores. En el año 1914, un periodista entrevistó al cacique Gregorio Yancamil, quien narró los detalles de aquella batalla.

## Dos versiones
Existen dos versiones sobre los hechos ocurridos, la historia oficial del Ejército Argentino narra que los soldados del general Roca, después de aquel combate, justificando su aguante ante 300 indígenas lograron ser llamados "Héroes de la Conquista al desierto", y sus restos hoy en día descansan en un monolito del centro de la plaza de Victorica.
No obstante, Yancamil narró que para ese entonces era imposible pensar que existía un grupo de 300 ranqueles con pertrechos para combate, ya que todas las tribus habían sido diezmadas y destruidas por el constante asedio militar a los tehuelches y ranqueles de la región.

## Contexto histórico
Engañados con distintos tratados de paz, como los de 1872 y 1878, los ranqueles y otras tribus se dirigían periódicamente a la Provincia de San Luis a proveerse de bienes para la agricultura y de unas pocas vacas. En ese entonces, el ejército en las cercanías de Villa Mercedes aprovechaba para capturar a las tribus con la guardia baja para posteriormente trasladarlas al inhóspito Norte del Chaco y de la Provincia de Salta.
En este escenario, el cacique Yancamil fue herido, hecho prisionero por las fuerzas armadas y separado de su familia, compuesta por su esposa y sus dos hijas, las cuales fueron deportadas al "norte argentino", y que él nunca más volvió a ver.
A los 45 años de edad Yancamil se liberó del Ejército Argentino y se adentró en el oeste pampeano. Allí reunió un grupo de 10 indígenas ranqueles y tehuelches, provocando hurtos y destrozos a los precarios puestos de la avanzada colonizadora.
En uno de sus tantos atracos al territorio colonizado, fue corrido durante varios días por las tropas desde la Provincia de Mendoza. En la huida logró encontrarse con algunos tehuelches perdidos, que en otra época habían sabido ser enrolados como soldados del ejército, sumando así un grupo de 17 indígenas con caballos muy cansados por la larga corrida.
Al llegar al último refugio indígena cerca de Puelén, se encontraron ante la ofensiva de una veintena de indígenas alistados en el ejército vestidos con uniformes de soldados, quienes los tirotearon.
Encerrados por el cansancio arremetieron contra los soldados, e identificando al indio de apellido Mora, quien era el que comandada las tropas del Gobierno. Todos sabían que Mora trabajaba desde antaño para el ejército, es por eso que con especial encono lo persiguieron hasta el mismo pie del cerro Cochicó.

## El fin de la escaramuza
Para las tres de la tarde el combate era cuerpo a cuerpo con cuchillo y boleadora, y al cabo de tres horas ya había unas 5 bajas de cada lado. Para la noche, el aguacero era tal que los combatientes habían perdido los cuchillos, las lanzas y hasta las alpargatas. El combate se redujo a una innumerable sarta de insultos y solo se tiraban dos o tres boleadoras de un bando al otro, y estos las devolvían al bando contrario, pues era el único material bélico que había quedado entre ambos bandos.
Con frío y agotamiento, una docena de soldados decidió retirarse mitad a caballo y el resto a pie, dejando victoriosos a los indígenas de Yancamil, quienes por un breve periodo de tiempo recuperaron la tierra, para luego ser finalmente capturados, muertos o colonizados. No obstante, Yancamil vivió para formar otra familia, y tener 8 hijos más.

## Los restos de Yancamil
En 2005 sus restos fueron trasladados a la misma plaza donde descansan otras personalidades de importancia en la Campaña del Desierto, en la plaza de Victorica, bajo el emblema de los Héroes de Cochicó.